# Barbara Kelly
Barbara Kelly (* 5. Oktober 1924 in Vancouver, British Columbia; † 14. Januar 2007 in Hampstead, London) war eine kanadisch-britische Schauspielerin.

## Leben
Barbara Kellys Mutter war eine kanadische Bühnenschauspielerin. 1942 heiratete Barbara den Schauspieler und Radiosprecher Bernard Braden. Das Paar bekam zwei Kinder, Kim und Christopher Braden, die beide Schauspieler wurden. In der Folgezeit arbeitete auch Barbara Kelly viel für das Radio und tourte als Schauspielerin durch das Land. 1949 ging das Paar nach Großbritannien.
Dort machte sie erste Karriereschritte in der Show ihres Mannes, Bedtime with Braden, bevor beide 1951 mit An Evening at Home with Bernard Braden and Barbara Kelly eine gleichberechtigte Show produzierten. Die Zusammenarbeit mit ihrem Mann, die 1968 ihren Höhepunkt in der Sitcom B-And-B fand, in der auch beider Tochter Kim mitspielte, setzte sich auch in der weiteren Zeit fort. Besonders bekannt wurde sie als Mitglied des Rateteams von What's My Line, der britischen Version von Was bin ich?.
Daneben startete in den 1950er Jahren eine kleine Filmkarriere. Ihre erste Rolle spielte sie in Der Wüstenfalke (The Desert Hawk, 1950). In Love in Pawn spielte sie eine der beiden Hauptrollen neben ihrem Mann. Nach nur wenigen Filmen endete ihre Karriere jedoch 1959 wieder. Ab und an trat sie noch als Gaststar in Fernsehserien wie Magnum auf.

## Filmografie
- 1950: Der Wüstenfalke (The Desert Hawk)
- 1950: Carissima (Fernsehfilm)
- 1951: Fünf Mädchen und ein Mann (A Tale of Five Cities)
- 1951: An Evening at Home with Bernard Braden and Barbara Kelly (Fernsehserie, sechs Folgen)
- 1951: Treasure on Pelican (Fernsehfilm)
- 1951: BBC Sunday-Night Theatre (Fernsehserie, eine Folge)
- 1952: Castle in the Air
- 1953: Glad Tidings
- 1953: Love in Pawn
- 1955: ITV Television Playhouse (Fernsehserie, eine Folge)
- 1956: H.M. Tennent Globe Theatre (Fernsehserie, eine Folge)
- 1957: Armchair Theatre (Fernsehserie, eine Folge)
- 1959: Der Tod hat Verspätung (Jet Storm)
- 1959: Menschen ohne Nerven (The Flying Fontaines)
- 1960: The Rolling Stones (Fernsehserie)
- 1960: Der Texaner (The Texan, Fernsehserie, eine Folge)
- 1962: No Hiding Place (Fernsehserie, eine Folge)
- 1968: Comedy Playhouse (Fernsehserie, eine Folge)
- 1968: B and B (Fernsehserie, acht Folgen)
- 1975–1976: Mondbasis Alpha 1 (Space: 1999, Fernsehserie, sieben Folgen)
- 1976: Alien Attack – Die Außerirdischen schlagen zu (Alien Attack, Fernsehfilm)
- 1977: Lust of a Eunuch (Kurzfilm)
- 1978: Pearl Harbor (Miniserie, drei Folgen)
- 1978–1980: Hawaii Fünf-Null (Hawaii Five-0, Fernsehserie, drei Folgen)
- 1981: Magnum (Magnum, p.i., Fernsehserie, eine Folge)